# T7 RNA聚合酶
T7 RNA聚合酶（英語：T7 RNA Polymerase）是一種RNA聚合酶，分子量約99kDa。專門催化5'→3'方向的RNA形成過程。T7RNA聚合酶具有高度啟動子專一性，且只會轉錄T7噬菌體中位於T7啟動子下游的的DNA或DNA複製品。
此酵素在合成RNA的過程中，需要DNA模板與鎂離子（Mg2+）作為輔因子。牛血清白蛋白（bovine serum albumin，BSA）及精胺（spermidine）對此酵素具促進效果。與細菌的RNA聚合酶的差異之一，在於T7RNA聚合酶不受抗生素利福平（rifampicin）抑制。

## 外部連結
- T7 RNA Polymerase Enzymology（页面存档备份，存于）